# Изгонване на търговците от храма
Изгонването на търговците от храма е епизод от живота на Иисус Христос, описан в Евангелията, при който той изгонва от Йерусалимския храм всички, които купуват и продават там, включително сарафи и продавачи на гълъби.„Христос влезе в Божия храм и изпъди всички, които продаваха и купуваха в храма, и прекатури масите на среброменителите, и столовете на ония, които продаваха гълъби“.
Обвинява ги, че оскверняват свещеното място, защото Господ е казал, че домът му ще бъде молитвен. „Поучавайки, казваше им: Не е ли писано, „Домът Ми ще се нарече молитвен дом за всичките народи“? а вие го направихте „разбойнически вертеп“
След това изцелява болни, дошли в храма, а главните свещеници и книжници започват да търсят начин как да го погубят.
Това става в последната седмица от неговата проповедническа мисия и неговия живот, след влизането му на Цветница в Йерусалим.

## Галерия
- Рембранд (1626)
- Джовани Панини (1750)
- Карл Блох (1800)
- Александър Бида (1885)